# علم و فناوری در مجارستان
علم و فناوری یکی از توسعه‌یافته‌ترین ارکان کشور مجارستان است. در سال ۲۰۱۵، این کشور ۱٫۴٪ تولید ناخالص داخلی خود را صرف تحقیق و توسعه داخلی کرد که بیست و پنجمین نسبت در دنیا می‌باشد. مجارستان سی و دومین کشور نوآور در شاخص نوآوری بلومبرگ در دنیا است که پیش از هنگ کنگ، ایسلند و مالت قرار دارد. این کشور در سال ۲۰۲۳ رتبه سی و پنجم شاخص نوآوری جهانی را کسب نمود.